# Легенда о Теннесси Молтисанти
«Легенда о Теннесси Молтисанти» (англ. The Legend of Tennessee Moltisanti) — восьмой эпизод телесериала канала HBO «Клан Сопрано». Сценарий написали Дэвид Чейз и Фрэнк Рензулли, режиссёром стал Тим Ван Паттен, а премьера эпизода состоялась 28 февраля 1999 года.

## В ролях
- Джеймс Гандольфини — Тони Сопрано
- Лоррейн Бракко — д-р Дженнифер Мелфи
- Эди Фалко — Кармела Сопрано
- Майкл Империоли — Кристофер Молтисанти
- Доминик Кьянезе — Коррадо Сопрано-мл.
- Винсент Пасторе — Пусси Бонпенсьеро
- Стивен Ван Зандт — Сильвио Данте
- Тони Сирико — Поли Галтьери
- Роберт Айлер — Энтони Сопрано-мл.
- Джейми-Линн Сиглер — Медоу Сопрано
- Нэнси Маршан — Ливия Сопрано

### Приглашённые звёзды
- Ричард Романус — Ричард ЛаПенна
- Дреа Де Маттео — Адриана

#### Также приглашены
- Эл Сапиенса — Майки Палмичи
- Тони Дэрроу — Ларри Бой Барезе
- Джордж Лорос — Рэймонд Курто
- Джо Бадалукко-мл. — Джимми Алтьери
- Фрэнк Санторелли — Джорджи
- Сэм Коппола — Рейс
- Брайан Герати — парень за прилавком
- Уилл Маккормак — Джейсон ЛаПенна
- Эд Красник — комедиант
- Джозеф Ганнасколи — Джино
- Барбара Хасс — Аида Мелфи
- Тимоти Нолен — Джеффри Верник
- Барбара Лавалле — лидер группы
- Роберт Энтони Лавалле — лидер группы#2
- Фрэнк Пандо — агент Грассо
- Анника Пергамент — ведущая новостей
- Брук Мари Просида — невеста
- Мэтт Сервитто — агент Харрис
- Брюс Смоланофф — Эмиль Колар

## Сюжет
На свадьбе дочери Ларри Боя Барезе Ларри Бой сообщает членам преступной семьи ДиМео, что его источник в ФБР собирается начать раздавать обвинительные заключения сообщникам в Нью-Джерси, вовлечённым в гангстерскую деятельность. Капо собираются вместе и спрашивают, должны ли они отойти от дел. Джуниор говорит, что они не должны. У Тони спрашивают мнение, заставляя Джуниора заволноваться. Тони соглашается с Джуниором и подтверждает авторитет Джуниора, и предполагает, что Джуниор хотел бы, чтобы все провели «уборку». Во время свадебного ужина капо собирают свои семьи и уходят преждевременно, чтобы избавиться или спрятать какие-либо компрометирующие доказательства в их владении. Ошеломлённая невеста начала плакать.
По прибытии домой Тони и Кармела убирают наличные и оружие из их потайных мест. Кармела расстроена, когда Тони просит её драгоценности, заявляя, что у неё нет чеков. Когда она выражает своё потрясение, когда он просит её обручальное кольцо, Тони разрешает ей оставить его. Медоу и Э.-мл. наблюдают за происходящим, и Медоу говорит Энтони-младшему удалить всю порнуху из его компьютера, дабы ФБР не нашло её. Команда Тони предпринимает подобные меры предосторожности: Пусси и его жена сжигают все свои бумаги на мангале, и Сильвио вербует Кристофера и Джорджи для поиска жучков в Бада Бинге.
Тони просит Кармелу пригласить Ливию пообедать, чтобы он смог спрятать деньги и оружие в её комнате в Грин Гроув. Тони успешно выполняет задание и уходит прежде, чем Кармела и Ливия возвращаются. На следующий день (во время комедийного вечера) Джуниор навещает Ливию. Он обсуждает с Ливии, что в банде может быть «дурное семя», и говорит Ливии не вести разговор с Тони, так как у него много других проблем, требующих решений. Ливия раскрывает, что Тони посещает психиатра, факт, который она узнала от Энтони-младшего в предыдущем эпизоде. Джуниор несколько раз повторяет «Психиатр?», как будто в недоумении. Ливия заверяет Джуниора, что она не хочет, чтобы были какие-либо последствия.
На их терапевтическом сеансе Тони говорит доктору Мелфи, что он может не быть на следующей встрече. Когда она спрашивает почему, что ситуация сложная и что он может уйти в «отпуск». Мелфи понимает суть, увидев новости, что семье ДиМео, в частности Джуниору, предъявят обвинения. Ранее, доктор Мелфи и её семья обсуждали её «итальянского» пациента. В то время как бывший муж доктора Мелфи не знает, что пациентом является Тони Сопрано, он подозревает, что пациент связан с бандой. Он разгневан тем, что 5000 мафий дали итало-американцам плохие имена, и предлагает ей, чтобы она отказалась от своего пациента. Сын Мелфи указывает на то, что фильмы про гангстеров стали иконой американского кино. Остальные члены семьи кивают с согласием.
Тони пропускает следующую встречу с доктором Мелфи, потому что он задержан агентами ФБР, которые прибыли в его дом с обыском. Агент ФБР, Дуайт Харрис, знает, что у Тони есть дети, и он не хочет расстраивать их, используя силу и врываясь бесцеремонно. Тони соглашается разрешить ФБР войти в дом, и они начинают обыскивать резиденцию. Они затем берут компьютеры Энтони-младшего и Медоу. Однако напряжённость в отношениях возникает тогда, когда агент-напарник, Грассо, случайно разбивает стеклянную посуду на их кухне, и Тони, распознав национальность Грассо, ругает агента на итальянском. Кармела отказывается подбирать разбитое стекло, так что Грассо заставляют смести осколки с пола. Позже, когда семья ест китайскую еду, Тони жалуется, что итальянцы незаслуженно стали мишенью полиции, и что итальянцы, как Микеланджело и Антонио Меуччи, внесли вклад в жизнь общества. Э.-мл. указывает на то, что Александр Грэм Белл изобрёл телефон, но Тони спорит по этому поводу, говоря, что все знают, что итальянский иммигрант Антонио Меуччи был настоящим автором изобретения.
На их следующем сеансе доктор Мелфи говорит Тони, что ему придётся заплатить за пропущенный сеанс. Тони пришёл в ярость от этого кажущегося предательства — он чувствовал, что она здесь, чтобы помочь ему, а не вытряхивать из него деньги в период лишения свободы. Он кидается наличными в неё, ругается на неё и уходит из офиса.
Кристофер страдает от повторяющихся ночных кошмаров о первом человеке, которого он убил, Эмиле Коларе. Во сне Кристофер подаёт мясное ассорти Эмилю в Сатриале и получает мясо от отрубленной руки в куче мяса. Эмиль предупреждает его, что он оставил доказательства убийства. Проснувшись, Кристофер волнуется о теле Эмиля и вербует Джорджи, чтобы он помог откопать его и переместить его.
Кроме того, Кристофер изо всех сил пытается написать сценарий, основанный на его опыте в Мафии. Он жалуется, что он не может развить сюжетную дугу для продвижения персонажей, и выражает обеспокоенность тем, что в его жизни также отсутствуют значительное событие, которое побудит начать успешную дугу в его жизни. Кристофер написал 19 страниц, в то время как в буклете о написании сценария гласит, что для фильма должно быть 120 страниц.
Адриана, Поли Галтьери и Биг Пусси, все пытаются предложить поддержку, но Кристофер продолжает впадать в отчаяние. Ситуация ухудшается, когда Кристофер смотрит новости и обнаруживает, что Брендан Филоне получает большее признание как умерший «сообщник» ДиМео, чем живой Кристофер. Тони звонит Кристоферу, чтобы он приехал в Бада Бинг, и просит его забрать выпечку по дороге. В пекарне Кристофер выпускает свою неудовлетворённость на продавца, в конце выстрелив ему в ногу за то, что заставил его ждать в очереди для обслуживания.
Когда Тони узнаёт о стрельбе, он ругает Кристофера. Обеспокоенный психическим состоянием Кристофера, Тони спрашивает Кристофера, думал ли он когда-нибудь о самоубийстве (изображая пистолет своей рукой и кладя указательный палец в свой рот). Кристофер отрицает, что он настолько психически слаб. Робкие попытки Тони обсудить чувства Кристофера, так как сам Тони проходит терапию, встречены с недоумениями и насмешками. На следующий день Кристофер получает звонок от своей матери, которая говорит ему, что его имя указано в статье про Мафию в газете «The Star-Ledger». В то время как его мать не одобряет это, это то признание, которого жаждал Кристофер. Возбуждённый, он приезжает к ближайшему газетному распределителю и покупает газету. Увидев его имя в печати, он хватает всю стопку газет и бросает их в свою машину прежде, чем удалиться.

## Впервые появляются
- Агент Грассо: агент, расследующий преступную семью ДиМео.
- Агент Харрис: агент, который специализируется на преступной семье ДиМео.
- Джейсон ЛаПенна: сын-студент д-ра Мелфи.
- Ричард ЛаПенна: бывший муж д-ра Мелфи.
- Джимми Петрилле: капо в преступной семье Лупертацци.
- Энджи Бонпенсьеро: 24-летняя жена Пусси, которую считают «женой гангстера» и подруга Кармелы Сопрано, Габриэллы Данте и Розали Април.
- Габриэлла Данте: жена Сильвио, которую считают «женой гангстера» и подруга Кармелы Сопрано, Розали Април и Энджи Бонпенсьеро.

## Название
В названии используется игра имени Кристофера Молтисанти и известного американского драматурга XX века и страдальца депрессии Теннесси Уильямса. Адриана называет Кристофера её Теннесси Уильямсом, когда он борется со своим сценарием.

## Производство
- Джозеф Р. Ганнасколи, который играет клиента Джино в этом эпизоде, возвращается во втором сезоне в роли Вито Спатафоре, солдата в команде Эйприла. Ганнасколи, Сандра Сантьяго и Дэн Гримальди — единственные актёры, которые изображают две роли в этом сериале. Сантьяго изображает близнецов Джинни Кусамано и Джоан О’Коннелл. Гримальди изображает близнецов Филли и Пэтси Паризи.
- Актрисы, которые играют жён Пусси и Сильвио, отличаются от тех, которые будут играть их роли в следующих эпизодах — ни имеет «жена» в роли ни какой-либо реплики в эпизоде, ни указания в титрах. Жена Пусси также появляется в эпизоде «Парень идёт к психиатру…» Во втором сезоне на роль Энджи Бонпенсьеро взяли Тони Калем, а на роль Габриэллы Данте — Морин Ван Зандт, настоящую жену Стивена Ван Зандта.
- Это первый эпизод, снятый режиссёром Тимом Ван Паттеном, который станет постоянным режиссёром сериала.
- Это первый эпизод, в котором оператором является Фил Абрахам.

## Другие культурные отсылки
- При описании Поли персонажа с сюжетной аркой, Кристофер упоминает Ричарда Кимбла (протагониста сериала «Беглец» и персонажа Киану Ривза в «Адвокате дьявола». Пусси позже шутит, что у Ноя был ковчег[4].
- Ричард Романус играет бывшего мужа д-ра Мелфи, Ричарда ЛаПенну, и он говорит д-ру Мелфи (в исполнении Лоррейн Бракко), что американская культура даёт итало-американцам плохие имена, и упоминает Мелфи фильм «Славные парни». Как Ричард Романус, так и Лоррейн Бракко играли в фильмах Мартина Скорсезе, Романус снимался в «Злых улицах», а Бракко снималась в «Славных парнях».
- Объяснение Кристофера Поли Галтьери его чувства недомогания побуждает Поли поделиться: «писатель с корридами снёс ему голову». Поли ссылается на Эрнеста Хемингуэя, который совершил самоубийство. Коррида Хемингуэя описывается в его неигровой (в статье «Торонто Стар» «Pamplona in July; World’s Series of Bull Fighting a Mad, Whirling Carnival» и в книге «Смерть после полудня» (1932)) и вымышленной литературе (в повести «Капитан мира» и в романе «И восходит солнце» (1926)).
- Стрельба Кристофера по ноге работника в пекарне отображает «невинного» Спайдера, получившего выстрел в ногу в «Славных парнях». Майкл Империоли играет как Спайдера, так и Кристофера.

## Музыка
- Песня, играющая, когда Кристоферу снится кошмар об Адриане и Кармеле — «You» The Aquatones.
- Песня, играющая, когда Ларри Бой говорит Поли о возможных обвинительных заключениях — «Wind Beneath My Wings» Барбары Лавалле.
- Песня, играющая, когда Джимми говорит Кристоферу о возможных обвинительных заключениях, и когда Тони, Джуниор и другие капо обсуждают ситуацию — «Turn the Beat Around» Барбары Лавалле.
- Песня, играющая, когда капо уводят свои семьи со свадьбы — «Summer Wind» Роберта Энтони Лавалле.
- Песня, играющая, когда Кристофер прячет пистолет и наличные в комнате Ливии — «Welcome (Back)» Land of the Loops. Она раньше играла в пилотном эпизоде.
- Песня, играющая, когда Поли навещает Кристофера в его доме — «Summertime» Booker T. & the M.G.'s.
- Песня, играющая, когда Кристофер крадёт газету, и во время финальных титров — «Frank Sinatra» Cake.